# Драгољуб Најман
Драгољуб Најман (Београд, 16. август 1931 — Париз, 22. новембар 2007) био је југословенски и српски дипломата, јеврејског порекла.

## Биографија
Рођен је 16. августа 1931. у Београду, од оца Јосифа Најмана, познатог архитекте, и мајке Јулије, рођено Клопфер, књижевнице.
Средњу школу је завршио у Београду. Матурирао је 1950. Студирао је на Новинарској високој школи до њеног укидања, а потом дипломирао на Правном факултету у Београду. Као средњошколац, 1949. постао је уредник листа Нови средњошколац и био уредник до 1952. Од 1952. био је члан редакције листа Студент. Од 1950. до краја 1956. радио је у Одељењу за међународне везе Централног одбора Савеза студената Југославије. У време док је био средњошколац и студент, учествовао је у више радних акција: на изградњи пруге Брчко-Бановић (1946), Београд-Загреб (1950), пруге Добој-Бањалука (1951) итд. 

### Дипломатска каријера
На рад у Секретаријату УНЕСКО-а ступио је јануара 1957, где је био на разним функцијама: шеф мисије у Конгу (1961-1965), шеф Одељења за Африку (1965-1969), директор образовања наставног кадра, директор Одељења за високо образовање (1969-1975) и помоћник генералног директора (1975-1986), када је остварио право на пензију УН. У периоду 1983-1995. обављао је дужност генералног секретара Интеракцијског савета бивших шефова влада и држава, чији је председник био бивши немачки канцелар Хелмут Шмит. Од 1992. до 2000. био је саветник председника Независне комисије о популацији и квалитету живота. Поред ових дужности, у годинама пред распад СФРЈ је радио као консултант Интерамеричке банке за развој, програма УН за развој и Европске економске заједнице.
Био је и потпредседник фондације за образовање афричких лидера и члан Извршног комитета форума за образовање афричких лидера. Од 2001. до 2007, када је преминуо, радио је као амбасадор-стални представник делегације Србије и Црне Горе при УНЕСКО-у у Паризу и представник Србије и Црне Горе у Извршном савету УНЕСКО-а. Ову дужност обављао је без надокнаде.
Дао је велики допринос уписивању манастира Високи Дечани, Грачаница, Пећка патријаршија и Богородица Љевишка на листу светског културног наслеђа и уписивању Архива Николе Тесле (2003) и Мирослављевог јеванђеља (2005) у УНЕСКО-ов регистар „Памћење света“.
Преминуо је у Паризу 22. новембра 2007, а урна са његовим посмртним остацима положена је на Новом гробљу у Београду.
Аутор је више књига, студија и чланака, међу којима су најбитнија Bildung in Afrika, 1976; Високо образовање, чему?, Београд 1976.